# Blind (canción de Placebo)
«Blind» (en español «ciego») es un sencillo de Placebo incluido en el track 8 del disco ¨Meds¨ y es también el 7.º y último sencillo de la banda.

## Videoclip
El video incluye escenas de la película Réquiem por un sueño, protagonizadas por Jared Leto y Jennifer Connelly, el director de la película es Darren Aronofsky, y en la parte final del video, Harry (Jared) le cuelga a Marion (Jennifer) en la película, y termina llorando. Este video fue editado en enero del 2007 en YouTube.

## Melodía
La canción empieza un poco electro, luego pasa al piano, con la cual muestra un cambio desigual al de su primer álbum. Brian Molko compuso esta canción por una novia que tuvo hace algunos años, con quien tuvo un noviazgo apasionado, pero terminó con ella por problemas de pareja.